# Buda (okręg Ilfov)
Buda – wieś w Rumunii, w okręgu Ilfov, w gminie Cornetu. W 2011 roku liczyła 284 mieszkańców.